# Danaus eresimus
Espèce
Danaus (Anosia) eresimus  est une espèce d'insectes lépidoptères de la famille des Nymphalidae, de la sous-famille des Danainae, du genre Danaus et du sous-genre Anosia.

## Dénomination
- Danaus eresimus a été décrit par l'entomologiste hollandais Pieter Cramer en 1777 sous le nom initial de Papilio eresimus[1].
- La localité type est le Surinam.

### Noms vernaculaires
Danaus eresimus se nomme Tropical Queen ou Soldier en anglais,.

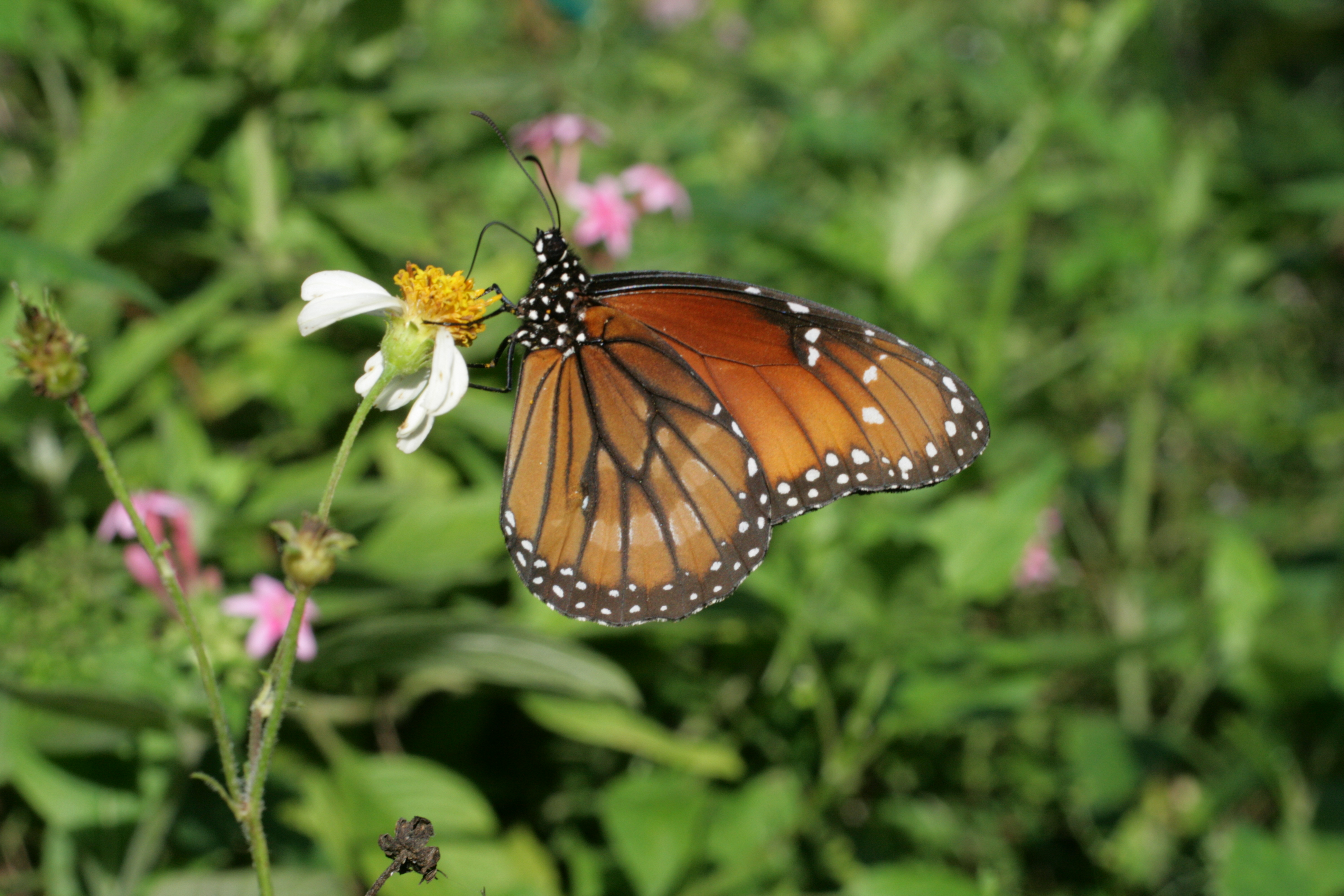
Danaus eresimus

### Taxinomie
Sous-espèces
- Danaus eresimus eresimus
- Danaus eresimus dilucida (Forbes, 1939) ; présent au Brésil.
- Danaus eresimus erginus (Godman et Salvin, 1897) ; au Pérou.
- Danaus eresimus estevana (Talbot, 1943) ; au Venezuela.
- Danaus eresimus montezuma (Talbot, 1943 ; en Amérique Centrale, dont le Mexique.
- Danaus eresimus plexaure (Godart, 1819) ; en Amérique du Sud
- Danaus eresimus tethys (Forbes, 1944) ; à Haïti.

## Description
Danaus eresimus est un papillon d'une envergure qui varie de 70 à 95 mm, la tête et le thorax sont noir tacheté de blanc et l'abdomen orangé, les ailes antérieures sont à bord externe légèrement concave. Les ailes sont de couleur marron orangé bordées de marron et cette bordure est ornée d'une ligne de points blancs.
Le revers des ailes postérieures est plus marron, les veines teintées de noir, les ailes postérieures sont bordées de deux lignes de points blancs.

## Biologie
Danaus eresimus vole toute l'année en Floride et d'août à décembre dans le sud du Texas. Plus au nord où il est migrateur il n'est présent qu'en juillet-août.

### Plantes hôtes
Les plantes hôtes de sa chenille sont de nombreuses Asclepiadaceae, des Asclepias dont Asclepias curassavica, des Calotropis dont Calotropis procera, des Cynanchum  dont Cynanchum undatum et  Cynanchum unifarium, des Spigelia dont Spigelia anthelmia.
Les Asclepiadaceae produisent un latex contenant des substances toxiques qui s'accumulent dans les chenilles ce qui rend la chenille et le futur papillon toxiques pour les prédateurs.

## Écologie et distribution
Danaus eresimus est présent dans le sud de l'Amérique du Nord et en Amérique du Sud. Aux USA il est résident dans le sud de la Floride, du Texas et de l'Arizona, et il est migrateur dans le sud de l'Utah, du Colorado et de la Caroline du Nord. Il est résident à Haïti, au Mexique, au Guatemala, au Costa Rica, à Panama, au Venezuela, au Pérou, en Bolivie, au Paraguay, en Uruguay, dans le nord de l'Argentine, au Brésil, au Surinam, en Guyana et en Guyane,,.

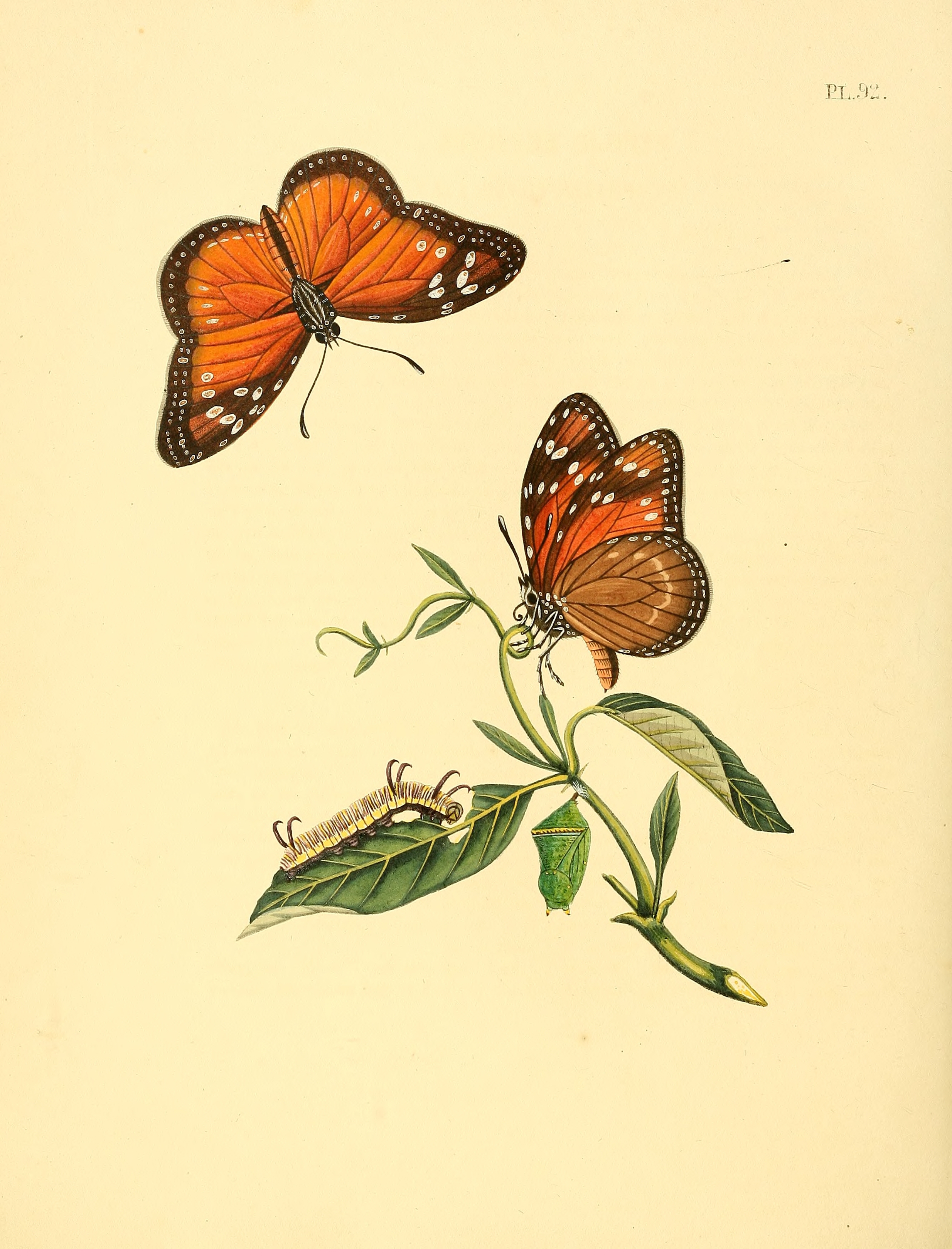
gravure de Jan Sepp

### Biotope
Danaus eresimus réside dans les milieux ouverts ensoleillés, les prairies, les bords de routes et dans les forêts tropicales sèches.

### Protection
Pas de statut de protection particulier.